# Набер, Самуэль Адрианус
Самуэль Адрианус Набер (1826—1913) — классический филолог.
Издал полное собрание сочинений Иосифа Флавия в шести томах под заглавием «Flavii Josephi opera omnia» (Лейпциг, 1888—1896), в основу которого положено известное критическое издание сочинений Флавия Б.Низе.
Член-корреспондент СПбАН c 05.12.1887 по историко-филологическому отделению (разряд классической филологии и археологии).